# Autistic Self-Advocacy Network
Het Autistic Self-Advocacy Network (ASAN) is een non-profitorganisatie die is opgericht door autisten. De organisatie streeft naar een wereld waar autisten dezelfde rechten en mogelijkheden krijgen als anderen en dat autisten zelf inspraak krijgen in autismeorganisaties. Daarmee is de organisatie onderdeel van de autismebeweging. De ASAN is in 2006 opgericht door Ari Ne'eman en Scott Michael Robertson.
De ASAN spreekt zich uit tegen aversie, fysieke bedwinging en buitensluiting in het onderwijs en organisaties als Autism Speaks en NYU Child Study Center.